# Viasztestek
A Viasztestek (eredeti cím: House of Wax) 2005-ben bemutatott amerikai-ausztrál horrorfilm Jaume Collet-Serra rendezésében. A főbb szerepekben Elisha Cuthbert, Chad Michael Murray, Brian Van Holt, Paris Hilton, Jared Padalecki, Jon Abrahams és Robert Ri'chard látható.
A film az 1953-as Panoptikum – A viaszbabák háza adaptációja, mely szintén egy feldolgozás volt: az 1933-ban bemutatott A Panoptikum rejtélye alapján készült.
A Viasztestek a Tribeca Filmfesztiválon debütált, majd az Amerikai Egyesült Államokban 2005. május 6-án került a mozikba. Összesen több, mint 70 millió dolláros bevételt termelt, azonban negatív kritikákat kapott. Bírálói főként az eredetiség hiányát, a forgatókönyvet és a karaktereket kritizálták, ugyanakkor dicséretet kapott a színészi játék és a film atmoszférája.

## Történet
|  | Alább a cselekmény részletei következnek! |

1974-ben egy nő viaszszobrot készít a konyhában, miközben a kisfia reggelizik az etetőszékben. A férje belép az ajtón egy másik fiúval, aki kiabál és rugdalózik. A fiút kénytelenek odakötözni az etetőszékbe, és ahogy rugdalózik, leesik az földre a szobor, majd az anyja pofon vágja.
2005-ben Carly (Elisha Cuthbert), az ikertestvére, Nick (Chad Michael Murray), a barátja Wade (Jared Padalecki), a legjobb barátja Paige (Paris Hilton), az ő párja, Blake (Robert Ri'chard) és Blake barátja Dalton (Jon Abrahams) úton vannak Louisianába, az év legnagyobb egyetemi focimeccsére. Amikor az éj kezd leszállni, a csapat úgy dönt, letáboroznak egy kempingben. Később egy idegen látogatja meg őket a kisteherautójával, aki rájuk fényszórózik, és nem hajlandó lekapcsolni, ezért Nick egy sörösüveget dob az egyik lámpának, amitől betörik, ekkor elhajt. Másnap reggel Wade arra lesz figyelmes, hogy az autójában az ékszíjat valaki megbabrálta. Nem sokkal ezután befut egy Lester (Damon Herriman) nevű férfi, aki felajánlja Wade-nek és Carlynek, hogy elviszik őket a legközelebbi városba, Ambrose-ba új ékszíjért, míg a többiek a focimeccsre igyekeznek.
Ketten megérkeztek Ambrose-ba, ami gyakorlatilag egy szellemváros. Elsétálnak az autóalkatrészbolthoz, de nem találják a tulajdonost, majd átsétálnak a templomba, ahol véletlenül megzavarnak egy szertartást. Találkoznak egy Bo (Brian Van Holt) nevezetű szerelővel, aki felajánlja, hogy van egy ékszíja és eladja nekik a temetés után. Amíg várakoznak, a szerelmespár úgy dönt, ellátogat a panoptikumba, amelynek az egész épülete viaszból készült. Ezután elmennek Bo házához a megfelelő ékszíjért. Wade bemegy a házba, majd egy titokzatos alak (akit szintén Holt alakít) a sötétben elvágja az Achilles-ínját. Eközben odakinn Carly észreveszi, hogy Bo autójának egyik lámpája be van törve, és ez az az autó, amely meglátogatta őket a kempingnél. Bo megtámadja Carlyt és egészen a templomba kergeti, ekkor ledöbben és észreveszi, hogy nem is volt igazi szertartás és az összes ott tartózkodó ember csak viaszszobor. Eközben a cselekvőképtelen Wade-t a titokzatos alak elviszi egy szobába, ami tele van mindenféle szerszámmal. Beleülteti egy székbe, majd a meztelen testére forró viaszréteget ereszt.
Forgalmi dugó miatt Blake, Paige, Nick és Dalton rájönnek, hogy nem tudják megnézni a meccset, ezért visszamennek a kempingbe. Nick és Dalton Ambrose irányába mennek Carlyért és Wade-ért, míg Paige és Blake a kemping területén várják meg őket. Valamivel később éjszaka a rejtélyes alak meglátogatja a kempinget és végez Blake-kel, majd Paige-t üldözőbe veszi, egészen egy autógyárig kergeti, és végül egy rozsdás vascsővel felnyársalja.
Ambrose-ban egy teljesen üres várost találnak, ezért Nick és Dalton szétválnak. Dalton a panoptikumba megy, ahol találkozik a rejtélyes alakkal, aki lefejezi őt, míg Nick megkeresi és megmenti Carlyt. Nem sokkal később rájönnek, hogy a város lakói és a panoptikum tulajdonosai mind viaszszobrok, amelyek csak elterelésként szolgálnak arra a célra, hogy csapdába essenek az áldozatok. A város egyedüli két tulajdonosa, Bo és a rejtélyes alak, Vincent Sinclair, a volt sziámi ikerpár, akiket szétválasztottak születésükkor, Vince lett a torzszülött. Carly és Nick felgyújtják az épület alagsorát, hogy egy kicsit feltartsák a támadókat. A tűz elterjed a panoptikumig, ami lassan olvadozni kezd. Hamarosan végeznek a testvérpárral, Bóval és Vince-szel, majd elmenekülnek a viaszmúzeumból.
Másnap reggel a tűzoltóság eloltja a tüzet, a rendőrség és a mentők keresik a bizonyítékokat a egész városban. A seriff tájékoztatja Nicket és Carlyt, hogy a város már évtizedek óta elhagyatott, és a térképeken sem található. A rádióban a rendőrség arról szerez tudomást, hogy Sinclairéknek volt egy harmadik fiuk is, aki nem más, mint Lester.
|  | Itt a vége a cselekmény részletezésének! |

## Szereplők
| Színész             | Szerep              | Magyar hang      |
| ------------------- | ------------------- | ---------------- |
| Elisha Cuthbert     | Carly Jones         | Zsigmond Tamara  |
| Chad Michael Murray | Nick Jones          | Takátsy Péter    |
| Brian Van Holt      | Bo Sinclair         | Epres Attila     |
| Brian Van Holt      | Vincent Sinclair    | nem szólal meg   |
| Jared Padalecki     | Wade                | Simonyi Balázs   |
| Paris Hilton        | Paige Edwards       | Gallusz Nikolett |
| Jon Abrahams        | Dalton Chapman      | Görög László     |
| Robert Ri'chard     | Blake Johnson       | Papp Dániel      |
| Damon Herriman      | Lester Sinclair     | Breyer Zoltán    |
| Andy Anderson       | seriff              | Áron László      |
| Dragitsa Debert     | Trudy Sinclair      |                  |
| Murray Smith        | Dr. Victor Sinclair |                  |
| Emma Lung           | Jennifer            |                  |